# グロスター (ロードアイランド州)
グロスター（英: Glocester、[ˈɡlɒstər]）は、アメリカ合衆国ロードアイランド州のプロビデンス郡にある町。人口は9,974人（2020年）。グロスターの町域にはチェパチェットとハーモニーの各ビレッジが入っている。パットナム・パイク（アメリカ国道44号線）がグロスターの中心を通っている。

## 歴史
グロスターは当初、グロスター公ヘンリー・ステュアート（イングランド王チャールズ1世の息子）にちなむイングランドの地名グロスターから名付けられた（ただしイングランドのグロスターの綴りは "Gloucester" であり、"u" が多い）。グロスターの町は1731年までプロビデンスの一部だったが、この年に独立した町になった。1806年、ノースグロスターがバーリルビルから独立した町として法人化された。これと同時にグロスター住民が町名の綴りから"u" を取ることを投票で決め、イングランドやマサチューセッツ州のグロスターとは異なる綴りになった。"u" の無い綴りは "Gloucester" の古代変化形である。
アメリカ独立戦争のとき、グロスターに居たニューポート出身のロイヤリストが、スティーブン・キーチの農園に追放された。その中の一人トマス・バーノンがグロスター住人について次の様に記していた。
自由について大いに語る傾向がある...それら人々がどんな偽りで誤りだらけの意見と観念を持っているかは驚くべきことである...この町の人々の宗教は完全にニューライト・バプテストである。洗礼を行う慣習がこの町と隣接する町で大いに流行っている。
精神病医のサミュエル・ウィラードが18世紀後半にノースグロスターで天然痘患者の巡回を行った。
ドアの反乱は1841年にグロスターで始まった。
1927年から古代と恐怖のパレードがチェパチェットで毎年7月4日の伝統行事となり、住民は伝統的かつ政治的風刺を盛り込んだ山車を作っている。

## 地理
アメリカ合衆国国勢調査局に拠れば、市域全面積は56.8平方マイル (147 km2)であり、このうち陸地54.8平方マイル (142 km2)、水域は2.0平方マイル (5.2 km2)で水域率は3.55%である。
グロスターの北はバーリルビル、東はスミスフィールド、南はシチューイットとフォスター、西はコネチカット州キリングリーに接している。

## 人口動態
以下は2000年の国勢調査による人口統計データである。
| 基礎データ - 人口: 9,948 人 - 世帯数: 3,559 世帯 - 家族数: 2,818 家族 - 人口密度: 70.1人/km2（181.5 人/mi2） - 住居数: 3,786 軒 - 住居密度: 26.7軒/km2（69.1 軒/mi2） 人種別人口構成 - 白人: 98.48% - アフリカン・アメリカン: 0.34% - ネイティブ・アメリカン: 0.15% - アジア人: 0.24% - その他の人種: 0.10% - 混血: 0.68% - ヒスパニック・ラテン系: 0.65% | 年齢別人口構成 - 18歳未満: 26.8% - 18-24歳: 6.4% - 25-44歳: 31.6% - 45-64歳: 26.1% - 65歳以上: 9.2% - 年齢の中央値: 38歳 - 性比（女性100人あたり男性の人口） - 総人口: 100.0 - 18歳以上: 95.6 世帯と家族（対世帯数） - 18歳未満の子供がいる: 38.0% - 結婚・同居している夫婦: 66.4% - 未婚・離婚・死別女性が世帯主: 8.6% - 非家族世帯: 20.8% - 単身世帯: 15.8% - 65歳以上の老人1人暮らし: 6.0% - 平均構成人数 - 世帯: 2.80人 - 家族: 3.14人 | 収入と家計（2000年データ） - 収入の中央値 - 世帯: 57,537米ドル - 家族: 62,679米ドル - 性別 - 男性: 39,112米ドル - 女性: 29,071米ドル - 人口1人あたり収入: 22,914米ドル - 貧困線以下 - 対人口: 4.4% - 対家族数: 3.4% - 18歳未満: 6.4% - 65歳以上: 1.9% |

## 教育
グロスターの町には、ウェストグロスターにウェストグロスター小学校、ハーモニーにフォガーティ記念学校がある。両校の生徒は中等教育のポナガンセット中学校とポナガンセット高校に進学する。

## 国家歴史登録財
- チェパチェット・ビレッジ歴史地区
- チェリーバレー考古学遺跡

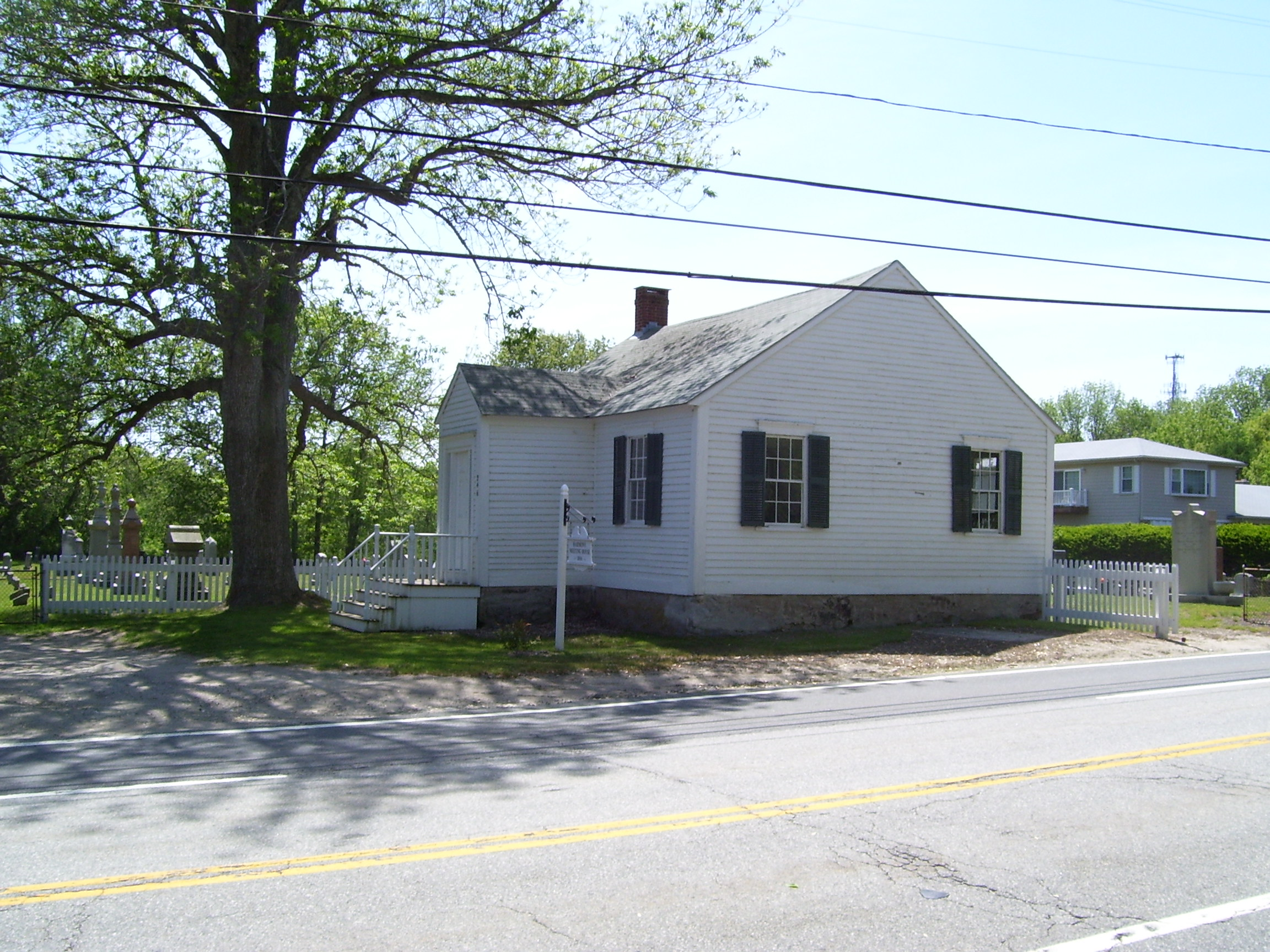
ハーモニー礼拝堂と墓地、アメリカ国道44号線沿い

- グロスター・タウン・ポンド、1748年造成
- ハーモニー礼拝堂と墓地、1816年建設
- マントン・ハント・ファーナム農園、1793年建設